# Vitórias esportivas na Europa
Vitórias esportivas na Europa, ou Banco Monumental, é um monumento localizado em São Paulo, defronte ao Club Athletico Paulistano. Inaugurado em 1927, homenageia a excursão do clube no continente europeu, em 1925, a primeira viagem oficial de um clube oficial à Europa com notável desempenho.
O projeto do monumento é de autoria de José Wasth Rodrigues, tendo sido efetivamente produzido por Roque de Mingo. O objeto do patrimônio de São Paulo foi definido como um banco monumental, "em alvenaria, granito e bronze, com espaldar alto e ornamentos no estilo neocolonial brasileiro". Conta com uma placa, onde se lê: "Ao Club Athletico Paulistano e o belo corpo de vencedores por ele enviado à Europa, onde deixou exemplares provas das energias e do cavalheirismo da mocidade paulista, o povo de São Paulo oferece para que o estímulo permaneça". Adornam ainda a obra uma esfera armilar, produzida em bronze, representando Portugal, a Cruz de Cristo, os escudos britânicos e imperiais e as armas da República.

## Galeria

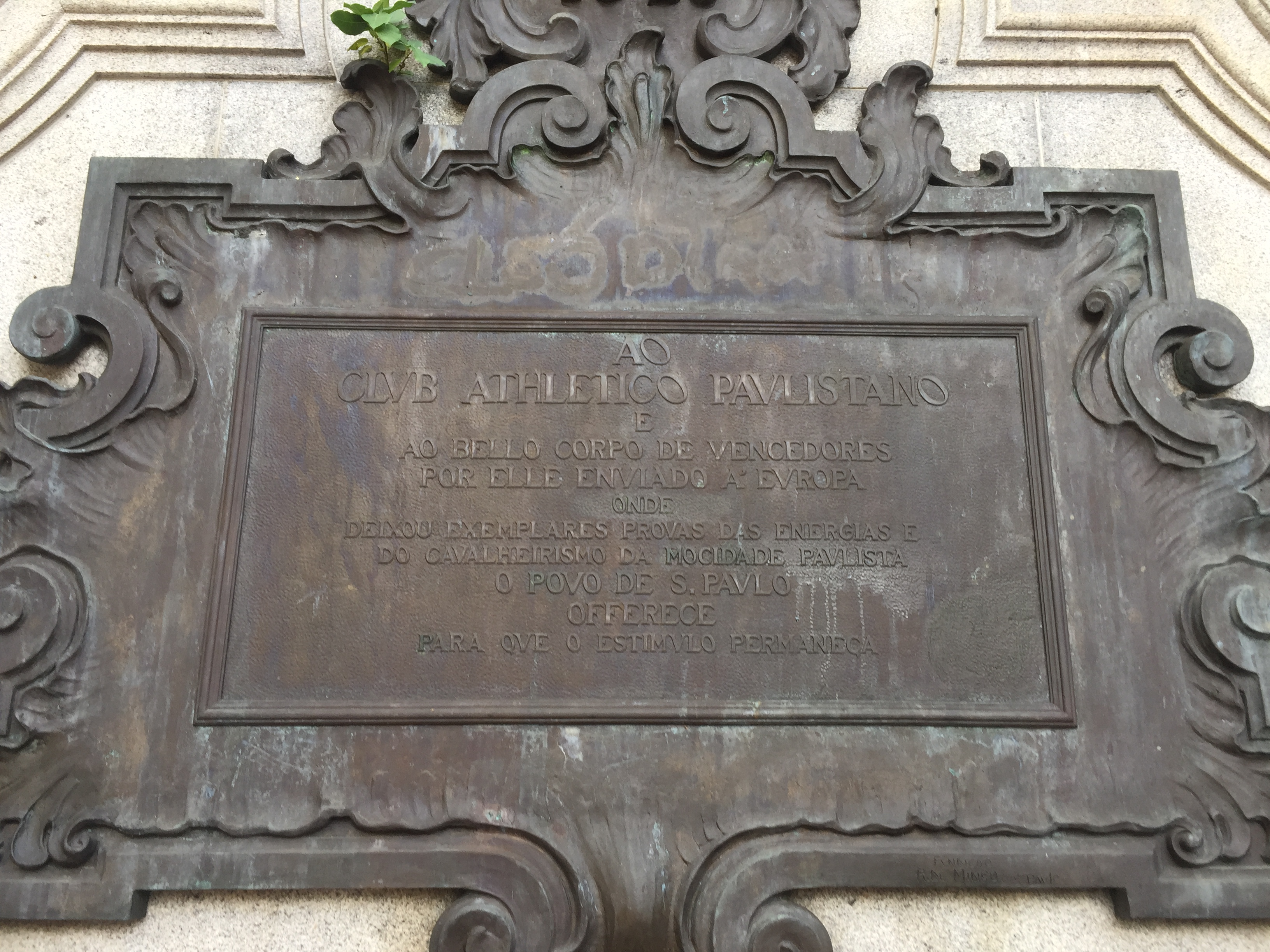
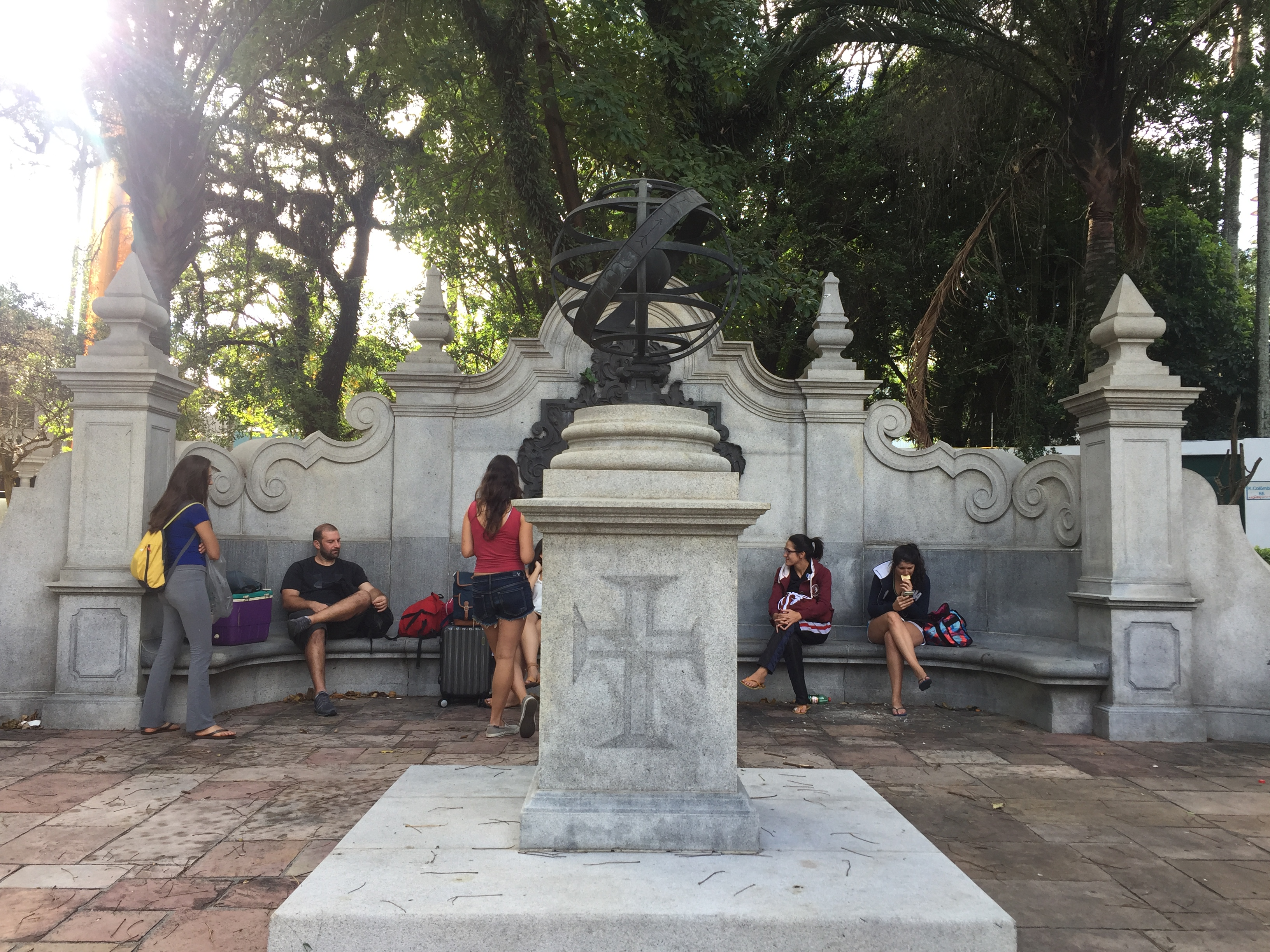
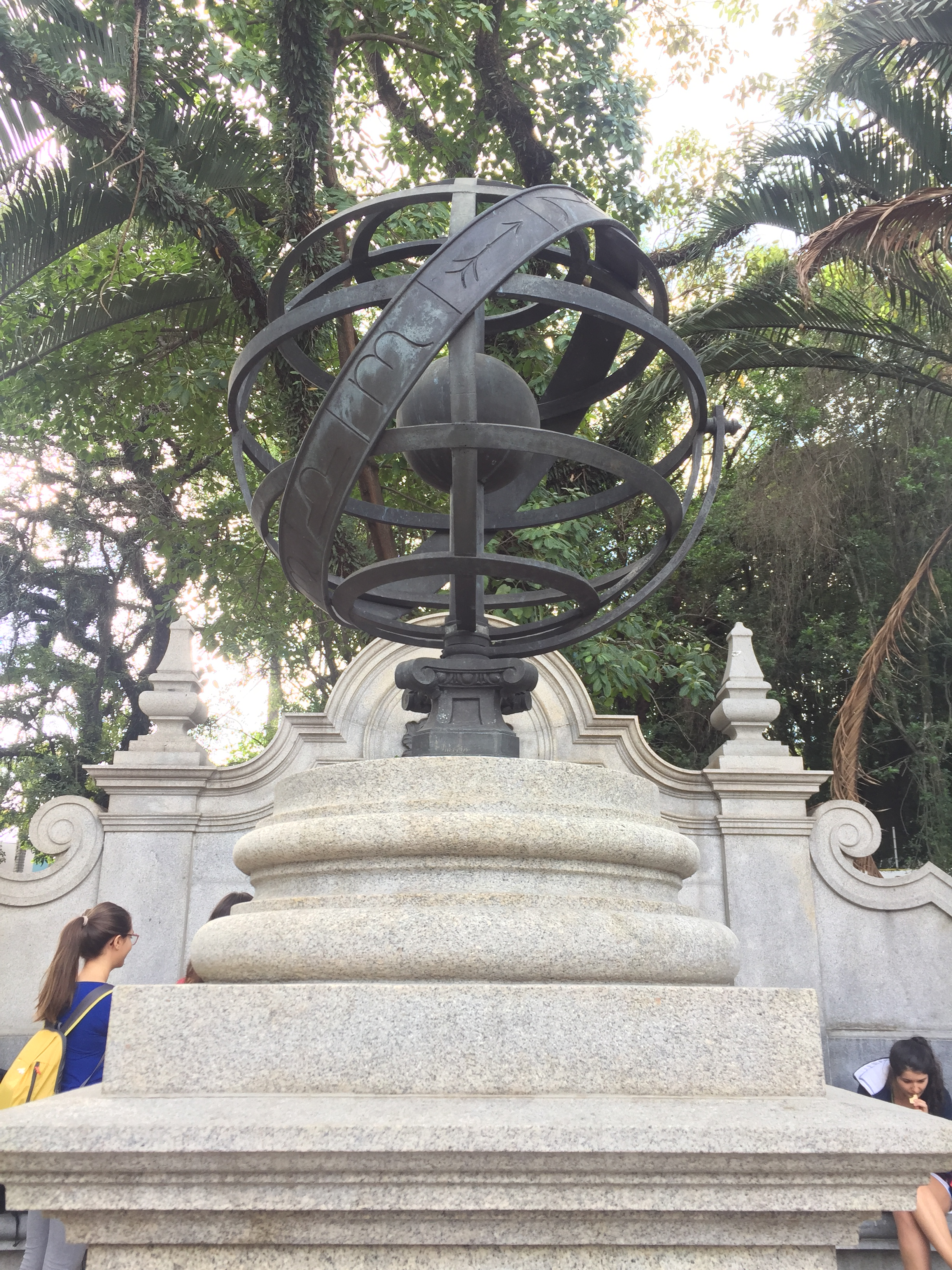
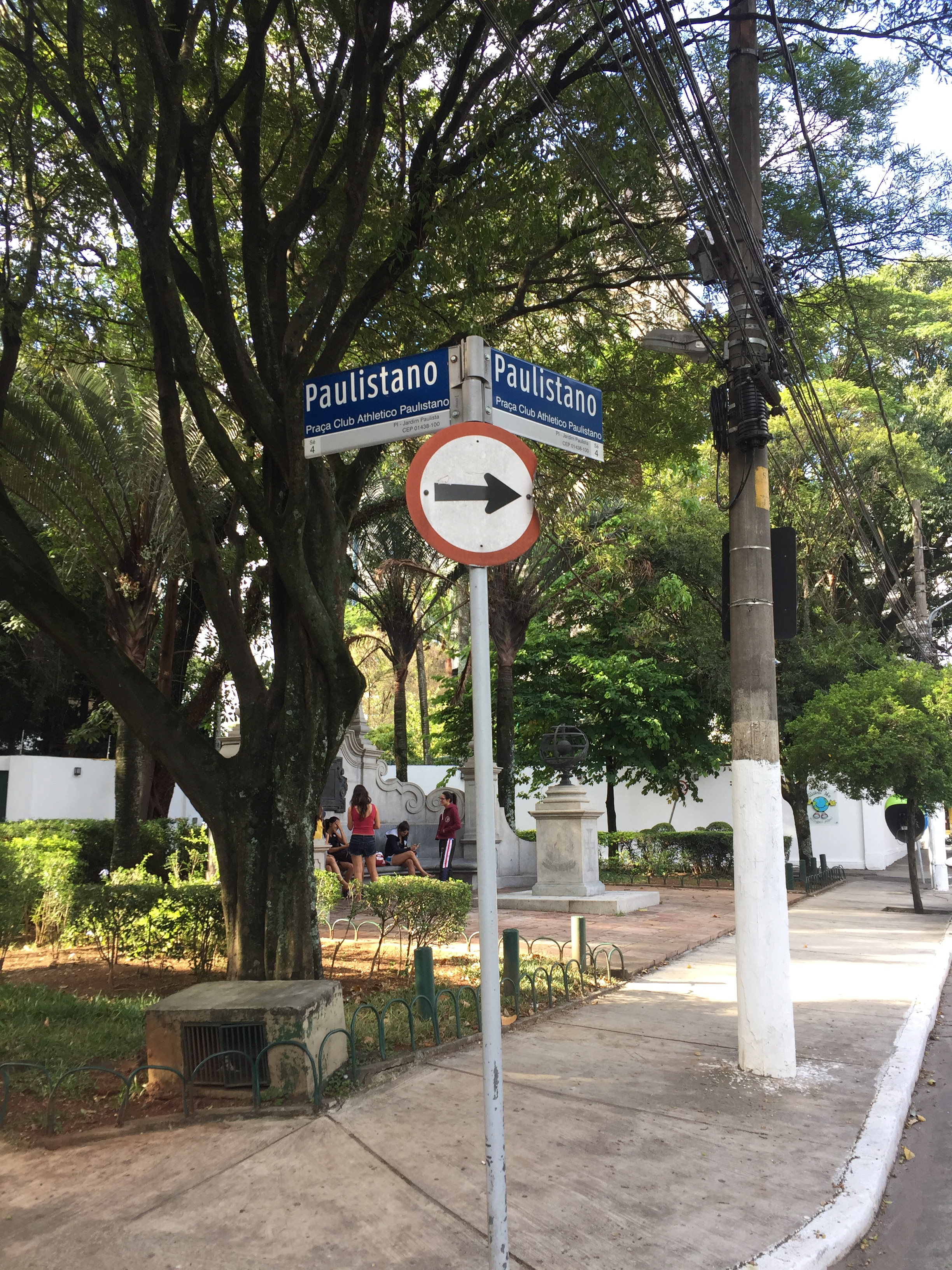